# Ernst Neeb
Ernst Franz Neeb (* 8. September 1861 in Bischofsheim; † 23. April 1939 in Mainz) war ein deutscher Gymnasiallehrer, Kunsthistoriker und Museumsleiter.

## Leben
Neeb wurde 1861 als Sohn eines Bahnbeamten in Bischofsheim geboren. Er studierte Klassische Philologie, Geschichte und Deutsch in Berlin und Gießen. 1885 legte er in Gießen das Staatsexamen ab. Von 1888 bis 1924 unterrichtete Neeb am Mainzer Realgymnasium. Er gehörte dem ersten Denkmalrat an, der aufgrund des 1902 im Großherzogtum Hessen erlassenen neuen Denkmalschutzgesetzes, des ersten modernen Denkmalschutzgesetzes in Deutschland, zusammentrat. Seit 1910 hatte er ehrenamtlich die Leitung des Mainzer Altertumsmuseum inne, ab 1924 übernahm er die Museumsleitung hauptamtlich. Neeb oblag von 1909 bis 1933 die Schriftleitung der Mainzer Zeitschrift.
Als 1914 bei Kanalarbeiten in Mainz Mauerreste gefunden wurden, erkannte Neeb diese als die Überreste eines römischen Bühnentheaters, des heutigen Römischen Theaters am heute nach diesem Bauwerk benannten Bahnhof Mainz Römisches Theater. Eine Suchgrabung im Jahre 1916 bestätigte seine Annahme, wegen des Ersten Weltkriegs konnten aber keine größere Ausgrabungen durchgeführt werden.
1934 ging Neeb in den Ruhestand, arbeitete aber weiter an der Inventarisation der Mainzer Kunstdenkmäler.
1936 ernannte ihn die Stadt Mainz zum Ehrenbürger. Weiterhin wurde eine Straße in der Mainzer Oberstadt nach Neeb benannt.

## Veröffentlichungen (Auswahl)
- Verzeichnis der Kunstdenkmäler der Stadt Mainz Mainz, H. Prickarts, 1905.
- Mainz und Umgebung Stuttgart, W. Seifert, 1915.
- mit Rudolf Kautzsch: Die Kunstdenkmäler im Freistaat Hessen. Provinz Rheinhessen, Stadt und Kreis Mainz Darmstadt 1919.
- Die Mainzer Juppitersäule. Erklärungen und Deutungen ihres figürlichen Schmuckes Mainz, Oscar Schneider, 1923.
- Das kurfürstliche Schloß zu Mainz Wiesbaden, Dioskuren-Verlag, 1924.
- Die Deckengemälde der Augustinerkirche zu Mainz Mainz, Druckerei Lehrlingshaus, 1936.
- mit Karl Nothnagel und Fritz Arens: Bestehende und verschwundene Mainzer Kirchen A-G Darmstadt 1940.